# استون مارتین ویراژ
استون مارتین ویراژ (به انگلیسی: Aston Martin Virage) خودرویی است که توسط سازنده خودروهای لوکس بریتانیایی استون مارتین به عنوان جایگزینی برای مدل‌های وی۸ آن تولید می‌شود. در سال ۱۹۸۸ در نمایشگاه خودروی بیرمنگام معرفی شد، در سال ۱۹۹۳ با عملکرد بالا ونتیج‌ به آن ملحق شد و سپس نام مدل پایه به وی۸ کوپه در سال ۱۹۹۶ تغییر یافت.
مدل با موتور وی۸ به عنوان مدل پرچمدار این شرکت در نظر گرفته شد و مدل ۶ سیلندر دی‌بی۷ که در سال ۱۹۹۴ معرفی شد، در زیر آن به عنوان یک مدل پایه قرار گرفت. اگرچه دی‌بی۷ با موتور وی۱۲ عرضه شد و مدعی مزیت عملکردی بود، ویراژ همچنان پرچمدار انحصاری، گران‌قیمت و دست‌ساز استون مارتین بود. در سال ۲۰۰۰ با ونکویش جایگزین شد. تا پایان مدل سال ۲۰۰۰، در مجموع ۱۰۵۰ خودرو تولید شده‌است. نام وی۸ ونتیج در سال ۲۰۰۵ دوباره در یک مدل پایه جدید ظاهر شد.
یک مدل جدید ویراژ در نمایشگاه خودروی ژنو ۲۰۱۱ معرفی شد تا در میانه خط تولید فعلی استون مارتین قرار گیرد اما در سال ۲۰۱۲ به دلیل شباهت‌های زیاد میان مدل‌های دیگر این برند متوقف شد.

## ویراژ/وی۸ کوپه و مدل‌های خدمات کار
در مقایسه با وی۸ پیشین، طراحی جدید و مدرن تر بود. ویراژ از نظر زبان طراحی بیشتر شبیه لاگوندا بود تا وی۸ که جایگزین آن شد. در واقع، شاسی تکامل یافته لاگوندا بود، با سیستم تعلیق عقب لوله دیون، که توسط میله‌های شعاع مثلثی و اتصال واتس، و یک واحد جناغی دوتایی در جلو قرار داشت. برای کاهش هزینه‌ها، بسیاری از قطعات کم‌اهمیت از شرکت‌های دیگر تهیه شدند، همان‌طور که در گذشته برای خودروهای استون مارتین وجود داشت. چراغ‌های جلو و عقب شیک به ترتیب از آئودی ۲۰۰ و فولکس‌واگن شیراکو تهیه شده‌اند، در حالی که جنرال موتورز، جگوار، سیتروئن و فورد ستون فرمان، پنل کنترل تهویه مطبوع، آینه‌های بال و سوئیچ‌ها را ارائه می‌کنند. در واقع، فورد استون مارتین و جگوار را اندکی پیش از عرضه ویراژ خریداری کرده بود و این اولین مدلی بود که تحت مالکیت جدید معرفی شد.
ویراژ با وجود بدنه تمام آلومینیومی‌اش، خودرویی بزرگ و سنگین بود، اما موتور ۳۲ سوپاپه ۵٫۳ لیتری وی۸ (۵٬۳۴۰ سی‌سی) با گشتاور ۴۹۴ نیوتن متر (۳۶۴ پوند نیرو-فوت) عملکرد آن را به سطح خودروهای اسپورت نزدیک کرد. Sports Car International در اولین آزمایش ادعا کرد: «به نظر می‌رسد شتاب هرگز تمام نمی‌شود.» آنها همچنین ماهیت «شتابان و سریعتر چرخش» ۳۳۰ اسب بخار (۲۴۶ کیلووات؛ ۳۳۵ اسب بخار متری) را ستودند موتور با سرهای طراحی شده توسط کالاوی کارز و تزریق سوخت وبر - مارلی. آنها به این نتیجه رسیدند: «هیچ چیز کاملاً شبیه استون وی۸ نیست.» این خودروی ۱۷۹۰ کیلوگرم (۳۹۴۶ پوند) می‌تواند به بیشینه سرعت ۲۵۴ کیلومتر بر ساعت (۱۵۸ مایل بر ساعت) دست یابد. مدل خودکار می‌تواند در حدود ۶٫۵ ثانیه (۷٫۴ ثانیه برای نسخه دستی) به سرعت ۹۷ کیلومتر بر ساعت (۶۰ مایل بر ساعت) از یک شروع ایستاده برسد. ارتقاء قدرت موتور به ۳۵۰ اسب بخار (۲۶۱ کیلووات؛ ۳۵۵ اسب بخار متری) در نمایشگاه خودروی ژنو ۱۹۹۶ معرفی شد. روآن اتکینسون، هنرپیشه انگلیسی، شاسی ۵۰۰۱۰ ویراژ کوپه را داشت که بر روی جلد جلوی خودرو مه ۱۹۹۰ قرار داشت. او در مقاله توضیح داد که چگونه سامانه مدرن کنترل آب و هوا کارایی گرمایش را فراتر از رویاهای راننده کهنه‌کار استون مارتین ارائه می‌دهد و نمی‌تواند باور کند که هوای گرم در عرض ۹۰ ثانیه پس از راه‌اندازی از محل پا خارج شود. این ماشین همچنین در ابتدای سریال تلویزیونی مرد رانده در سال ۱۹۹۱ ظاهر شد. از دیگر صاحبان مشهور می‌توان به لنوکس لوئیس، التون جان و کریس یوبنک اشاره کرد.

جعبه‌دنده پنج سرعته دستی زداف فریدریشسهافن در حدود چهل درصد از خودروهای تولید شده نصب شده بود. محبوب‌ترین گزینه اتوماتیک جعبه‌دنده سه سرعته تورکفلایت کرایسلر بود. برای مدل سال ۱۹۹۳، واحد سه سرعته با یک واحد چهار سرعته اتوماتیک جایگزین شد. جعبه‌دنده شش سرعته دستی ونتیج نیز در پایان دوره تولید ویراژ اختیاری شد.

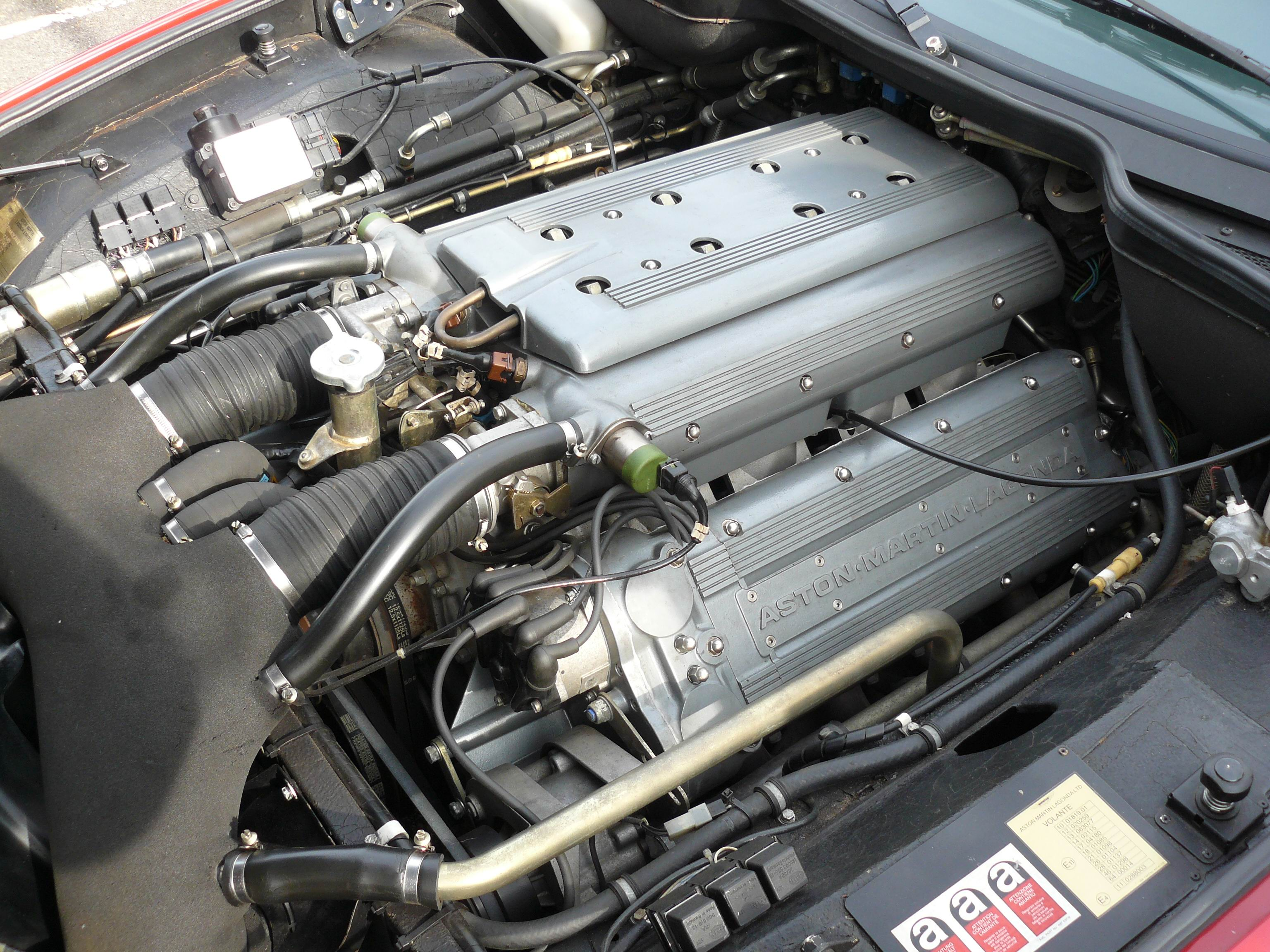
محل موتور استون مارتین ویراژ
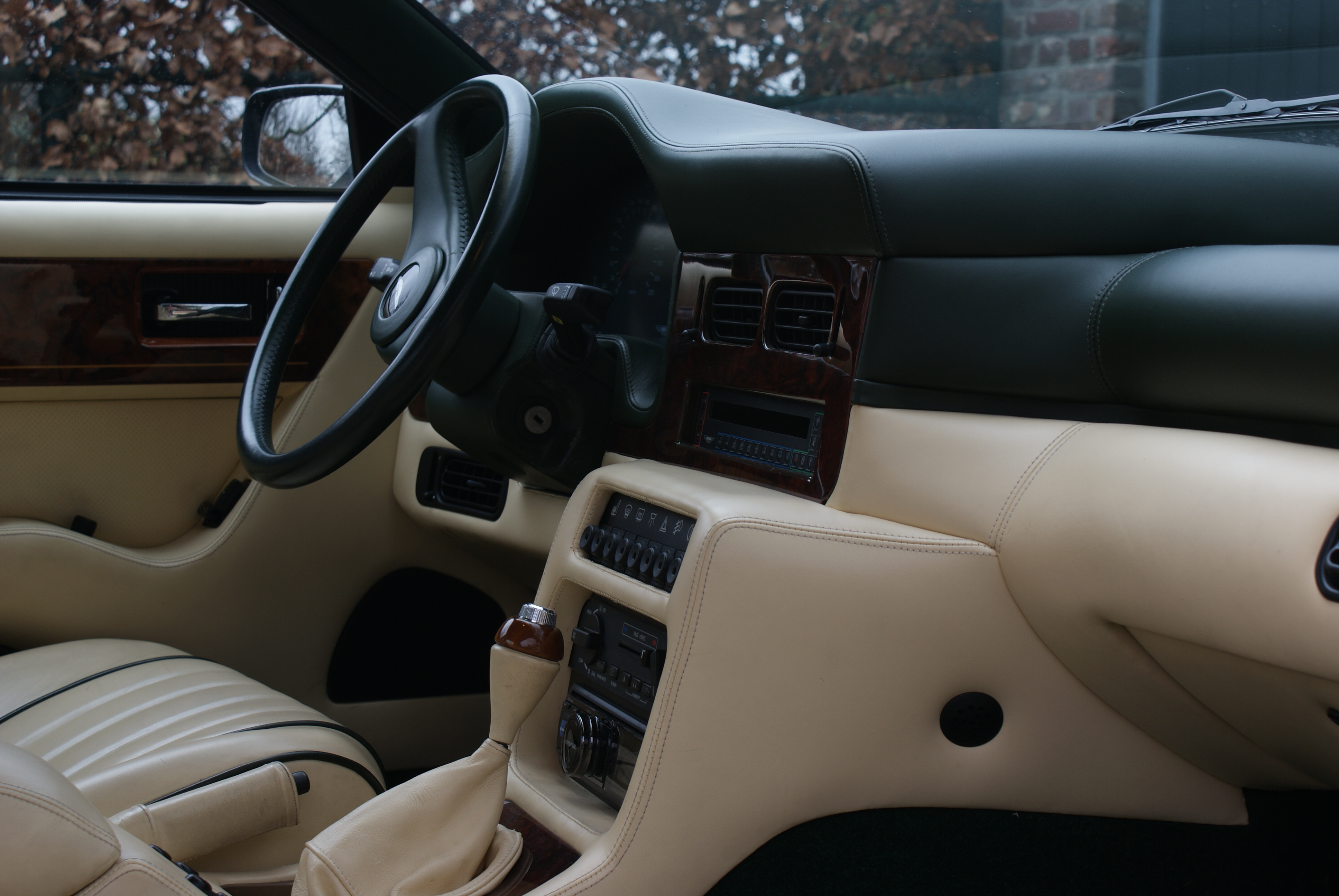
داخل
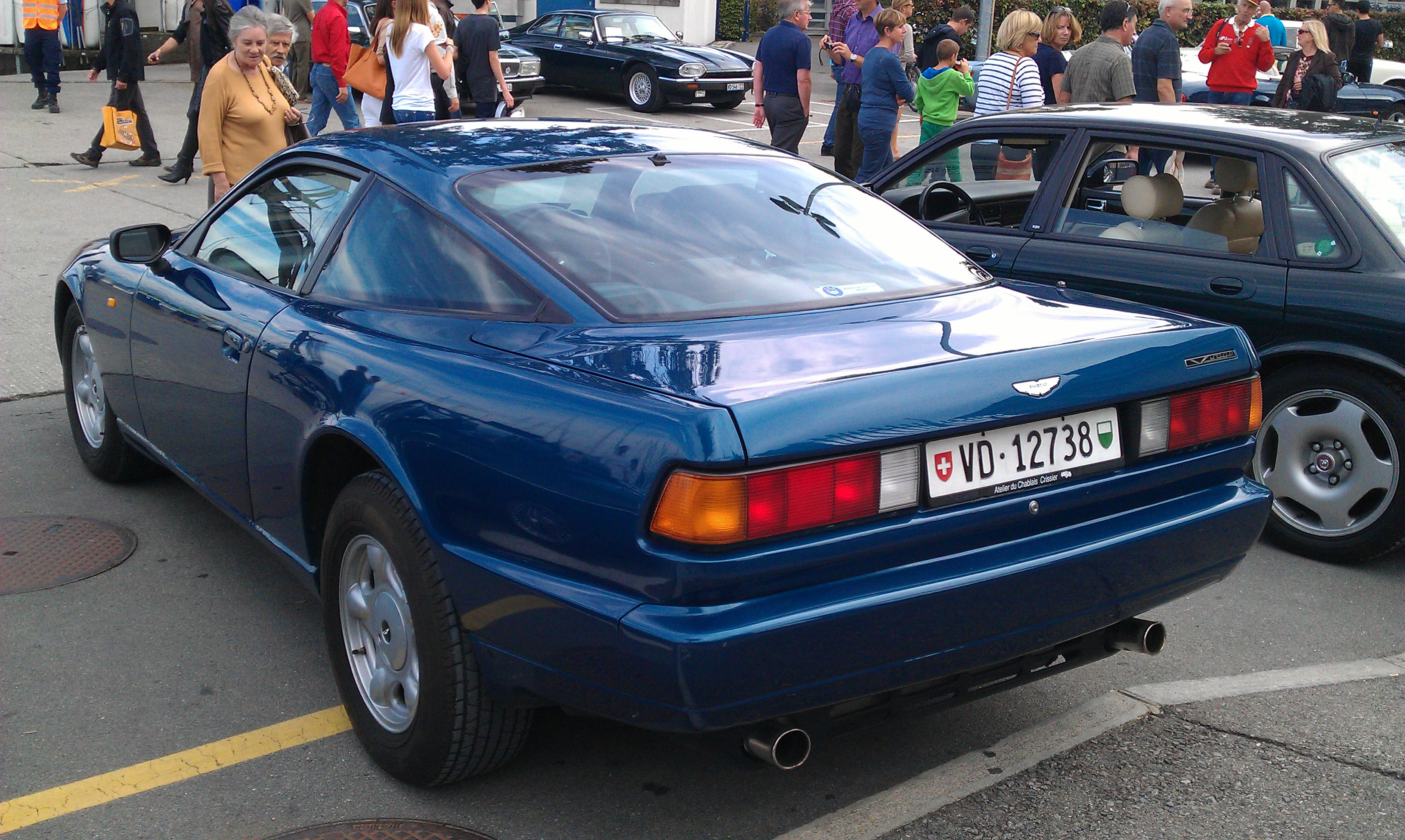
نمای ۳/۴ پشت

### خدمات کار

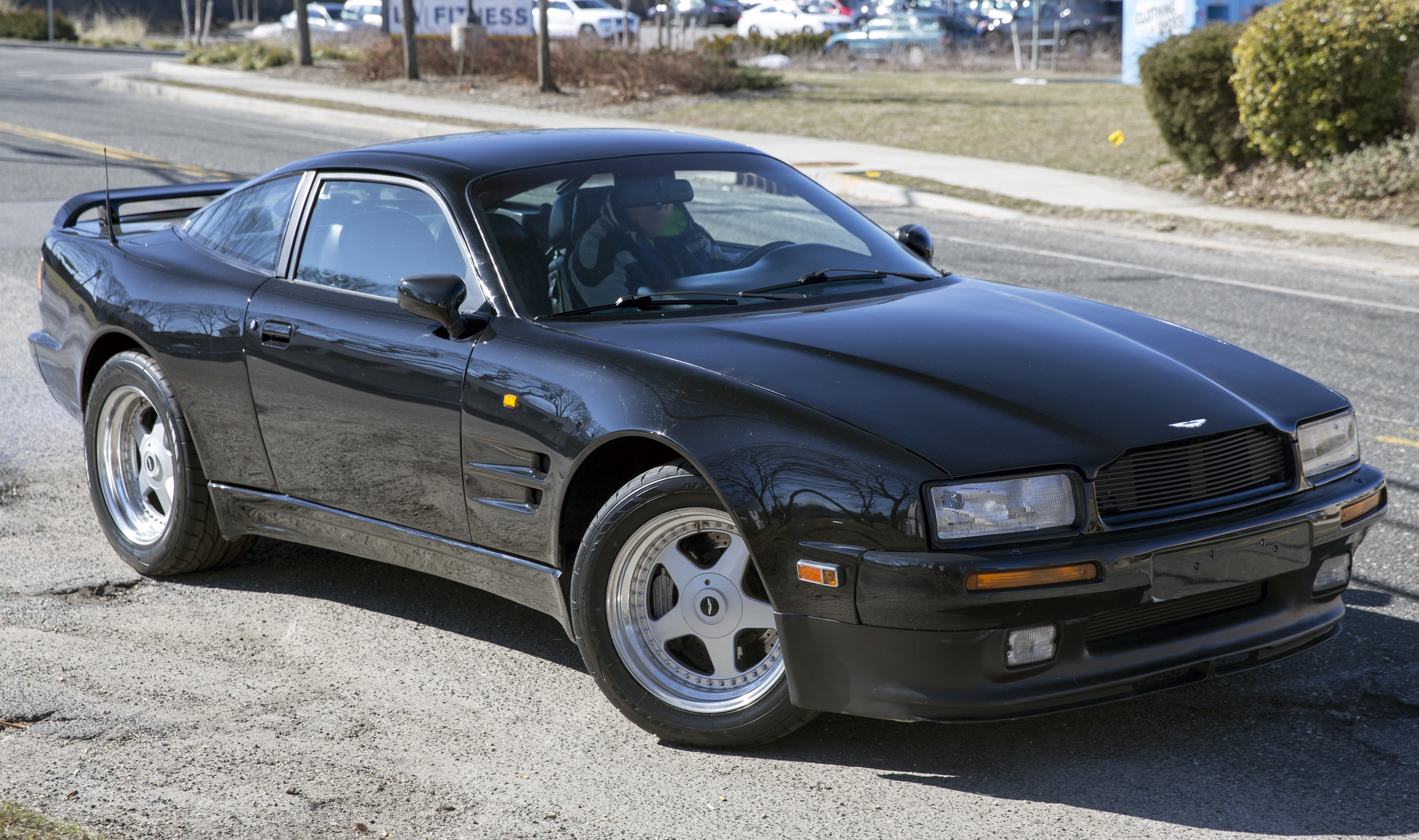
استون مارتین ویراژ ۶٫۳ بدنه‌پهن (خدمات کار)

در ژانویه ۱۹۹۲، استون مارتین یک سرویس تبدیل را معرفی کرد و این خودرو را به ویراژ ۶٫۳ ارتقا داد. همان‌طور که از نام آن پیداست، نقطه مرکزی تبدیل یک ۶٫۳ لیتر (۶٬۳۴۷ سانتی‌متر مکعب) حوصله و نوازش بود. وی۸ برگرفته از ماشین مسابقهٔ AMR1. توان خروجی این موتور میان ۴۵۶ و ۵۰۰ اسب بخار (۳۴۰ و ۳۷۳ کیلووات؛ ۴۶۲ و ۵۰۷ اسب بخار متری) در ۶۰۰۰ دور در دقیقه و ۴۸۰ پوند · فوت (۶۵۱ نیوتون · متر) گشتاور در ۵۸۰۰ دور در دقیقه است، به ماشین اجازه می‌دهد به بیشینه سرعت ۲۸۲ کیلومتر بر ساعت (۱۷۵ مایل بر ساعت) دست یابد.
دیگر تغییرات شامل ترمزهای دیسکی تهویه‌دار ۳۶۲ میلی‌متری (۱۴ اینچی) بود که تا پیش از بنتلی کانتیننتال جی‌تی بزرگ‌ترین مورد استفاده‌شده در خودروهای سواری و چرخ‌های ۱۸ اینچی (۴۵۷ میلی‌متری) بود. از نظر دیداری، مدل ۶٫۳ دارای سپرهای پهن، رکاب‌های کم‌ارتفاع و سدهای هوا و دریچه‌های هوای جانبی بود.
ویراژ شوتینگ بریک
یک نسخه شوتینگ بریک (استیت) از ویراژ در تعداد محدود ارائه شد. این خودرو در مارس ۱۹۹۲ در نمایشگاه خودرو ژنو به نمایش درآمد. برخلاف مدل‌های پیشین استون مارتین شوتینگ بریک، ویراژ در داخل توسط Works Service این شرکت تولید شد که در مجموع شش مورد ساخته می‌شود. قیمت این خودروها £۱۶۵,۰۰۰ بود. گمان می‌رود این خودروها شماره شاسی ویراژ را حفظ کرده‌اند، به جز دو عدد که شماره شاسی از نوع "DP/2099" دریافت کرده‌اند.
لاگوندا ویراژ سالون

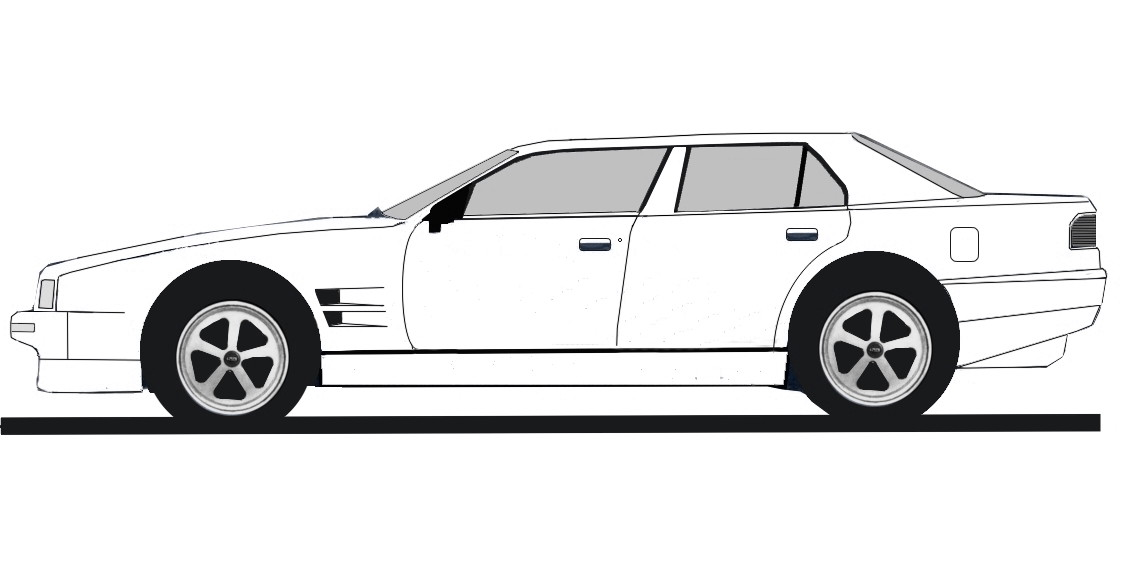
طرحی که نمای جانبی سالن لاگوندا ویراژ را نشان می‌دهد

لاگوندا سالون یک مدل چهار درب با فاصله بین محوری دراز ویراژ است که در تعداد بسیار محدودی برای سفارش‌های مشتریان ساخته شده‌است و دومین مارک استون مارتین را که مدت‌ها در خواب بود احیا می‌کند. در سال ۱۹۹۴ معرفی شد و توسط استون مارتین ورکز سرویس با ۱۲ اینچ (۳۰۵ میلیمتر) تولید شد. پسوند شاسی، اگرچه دو عدد با ۱۸ اینچ (۴۵۷ میلیمتر) سفارش داده شد پسوند. این نام به استون مارتین لاگوندا چهار در اشاره دارد. لاگوندا ویراژ حدود £۲۵۰,۰۰۰ قیمت داشت و تنها هشت یا ۹ مورد از آنها تولید شده‌است که برخی از آنها تبدیل به ویراژهای معمولی هستند. ۶ عدد از این خودروها توسط خانواده سلطنتی برونئی سفارش داده شده‌است.
شوتینگ بریک لاگوندا ویراژ

لاگوندا ویراژ شوتینگ بریک پنج در همزمان با لاگوندا ویراژ رونمایی شد. تنها در یک یا دو نمونه توسط استون مارتین Works Service ساخته شده‌است و با نشان "Vacance" در عقب دیده شده‌است. شش اتومبیل دیگر برای یک خانواده سلطنتی از ابتدا ساخته شد و یک ۴۰۶٫۴ میلیمتر (۱۶ اینچ) به آن اضافه شد گسترش به شاسی یک Virage استاندارد.

### وی۸ کوپه
یک وی۸ کوپه کمتر افراطی جایگزین ویراژ استاندارد از سال ۱۹۹۶ به بعد با ظاهری به روز شده که از ونتیج قدرتمندتر به ارث رسیده بود. موتور وی۸ کوپه بدون سوپرشارژرها و بدنه تهاجمی‌تر برادر خود، قدرتی معادل ۳۳۰ اسب بخار (۲۴۶ کیلووات؛ ۳۳۵ اسب بخار) و ۳۶۹ پوند فوت (۵۰۰ نیوتن متر) گشتاور دارد. در مجموع، ۱۰۱ نمونه از وی۸ کوپه از سال ۱۹۹۶ تا ۲۰۰۰ ساخته شد.
وی۸ اسپورتزمن استیت

وی۸ همچنین توسط بخش خدمات استون مارتین تبدیل شد. تنها سه مورد با استفاده از وی۸ کوپه‌های موجود به‌عنوان پایه، که به آن اسپورتزمن لقب داده شده‌اند، ساخته شده‌اند. هیچ تغییر مکانیکی انجام نشد و استیت موتور و مکانیک‌های وی۸ کوپه را حفظ کرد.

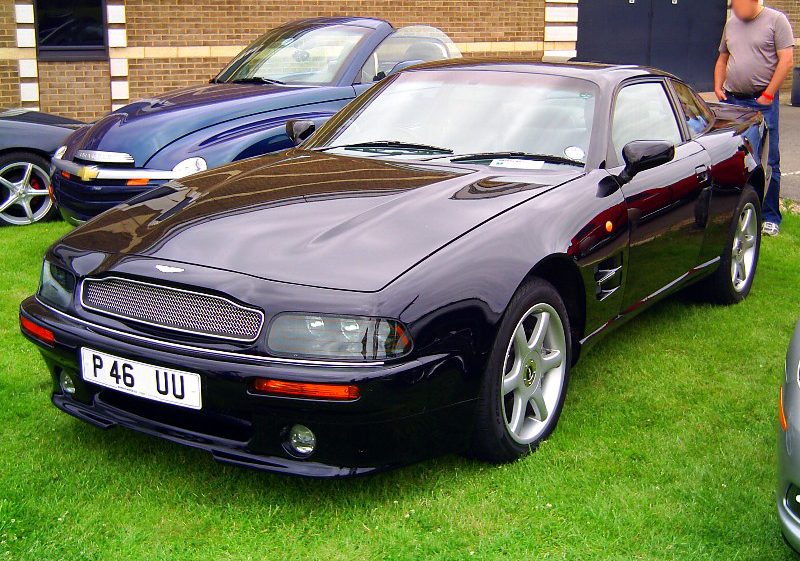
استون مارتین وی۸ کوپه
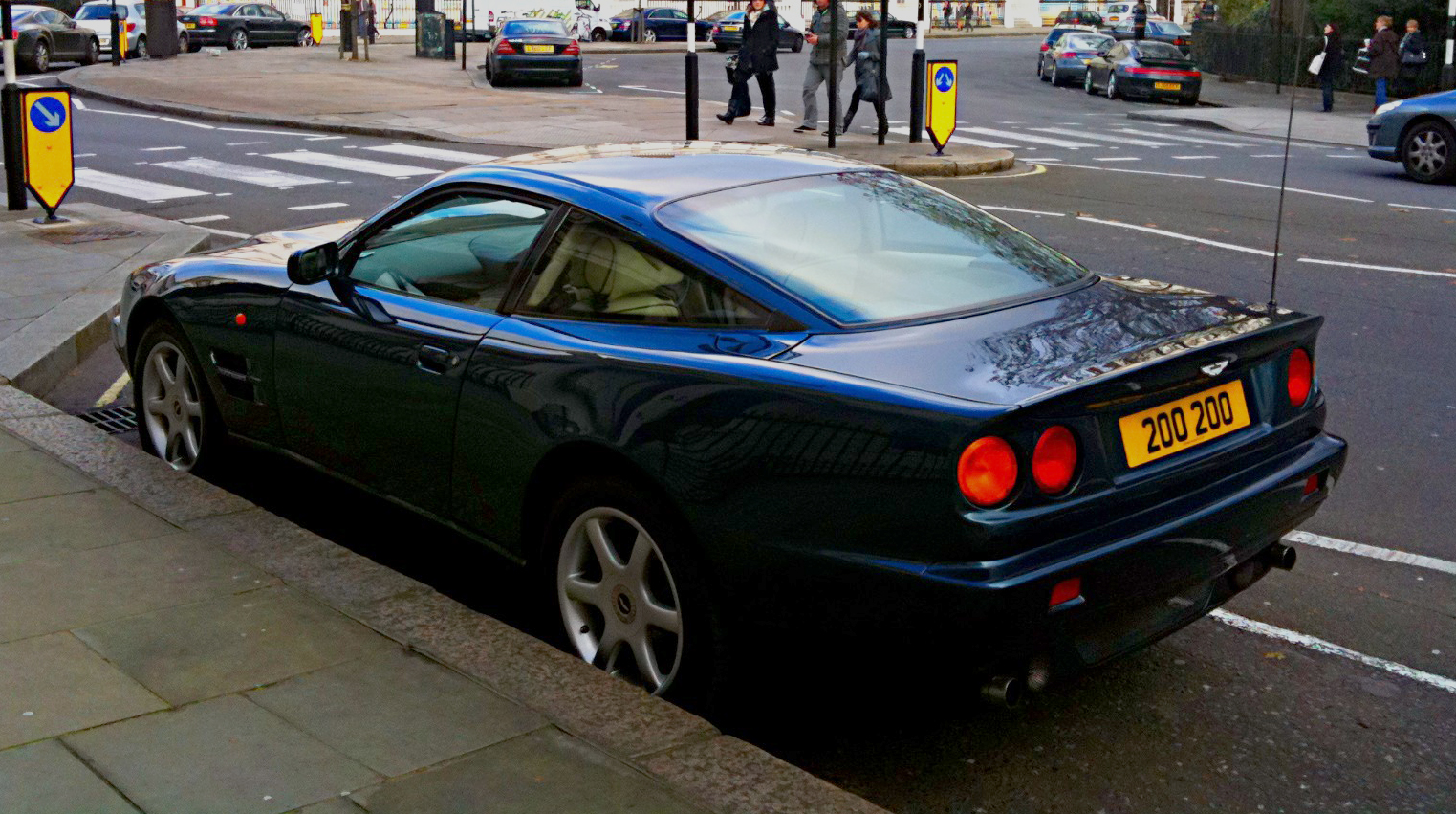
نمای ۳/۴ پشت

## ویراژ وولانته/وی۸ وولانته

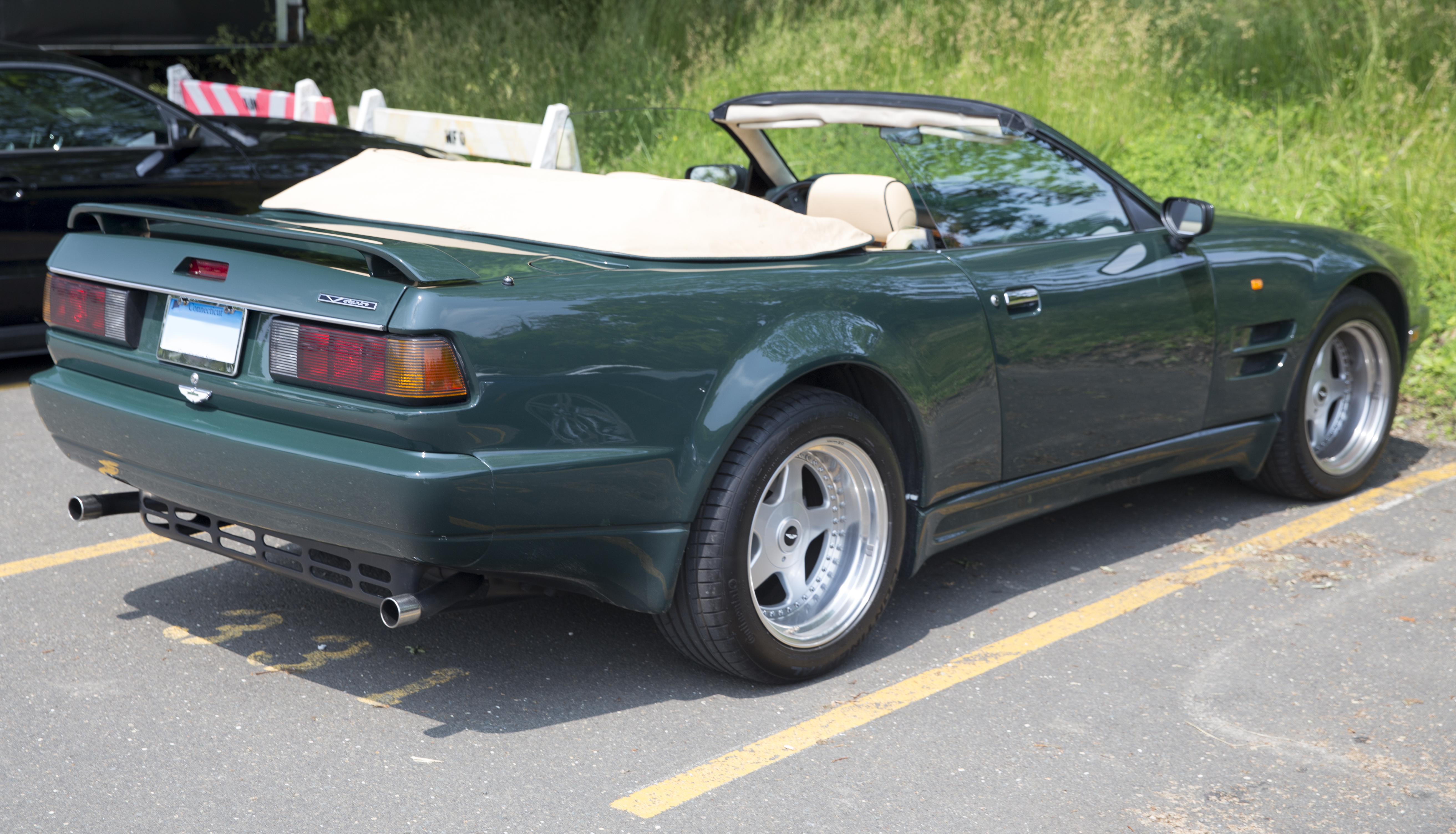
استون مارتین ویراژ وولانته پهن ۱۹۹۳، نمای پشت

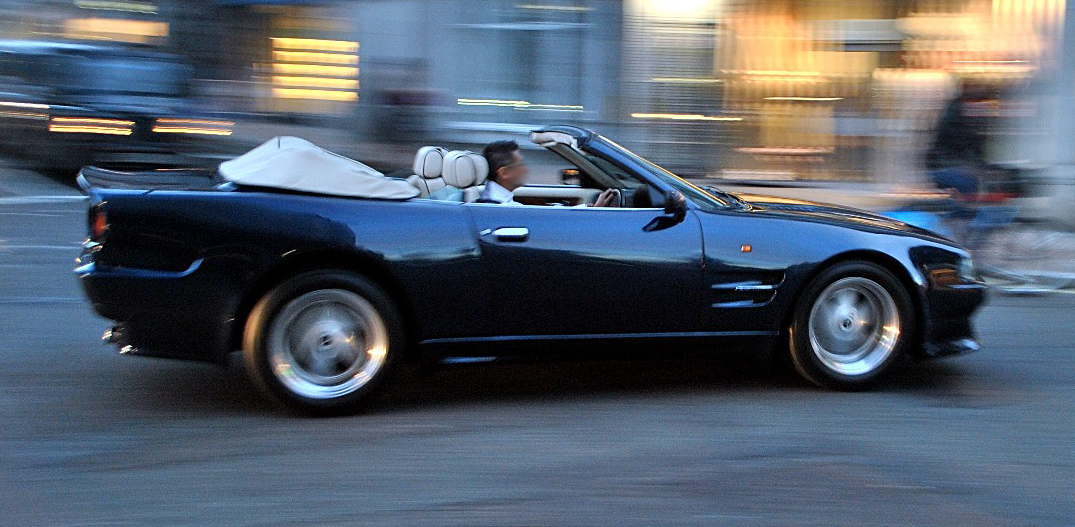
استون مارتین وی۸ وولانته لانگ ویل‌بیس

نسخه کانورتیبل ویراژ که ویراژ وولانته نام داشت در سال ۱۹۹۰ در نمایشگاه خودروی بیرمنگام به عنوان یک خودروی دو سرنشینه به نمایش درآمد، اما نسخه ۲+۲ آن در نمایشگاه خودروی ژنو ۱۹۹۱ به نمایش درآمد. نمونه‌های تولیدی که برای اولین بار در سال ۱۹۹۲ ظاهر شدند، همگی دارای ۲+۲ صندلی بودند. منابع می‌گویند که ۲۲۴ یا ۲۳۳ نمونه در زمان پایان تولید در سال ۱۹۹۶ تولید شده‌است. ۱۱ نمونه آخر قبلاً نسخه تنفس طبیعی ۱۹۹۵ موتور را داشتند که در مدل‌های پسین وی۸ و وی۸ LWB وولانته با چهار سرعته و اوردایو خودکار تورک‌فلایت بهبود یافته و توان خروجی ۳۵۹ اسب بخار متری (۲۶۴ کیلووات؛ ۳۵۴ اسب بخار) یافت شد. که ممکن است بخشی از دلیل وجود اختلاف نظر با اعداد تولید باشد.
همچنین در سال ۱۹۹۲ استون مارتین پکیج ۶٫۳ لیتری Works Service را معرفی کرد که شامل گلگیرهای عریض‌تر برای قرار دادن چرخ‌های OZ بزرگتر و ترمزهای دیسکی ۱۴ اینچی، دریچه‌های اضافی، رکاب‌های عمیق‌تر و سایر تغییرات ظاهری بود. این بلافاصله در کوپه و همچنین وولانته در دسترس بود. استون مارتین به زودی یک نسخه کاملاً آرایشی به نام Wide Body را معرفی کرد که دارای موتور معمولی ۵٫۳ لیتری بود. این عمدتاً برای بازار ایالات متحده در نظر گرفته شده بود زیرا ۶٫۳ برای فروش در آنجا گواهینامه نداشت. ۱۳ مورد از آنها برای ایالات متحده ساخته شد، در حالی که تنها هفت ویراژ وولانته معمولی در آنجا تحویل داده شد. برخلاف وولانته بدنه‌پهن، شاهزاده ولز تصمیم گرفت وولانته ۱۹۹۴ خود را به بدنه استاندارد همراه با ۴۵۶-اسب-بخار (۳۴۰-کیلووات؛ ۴۶۲-اسب-بخار-متری) و موتور ۶٫۳ لیتری و جعبه‌دنده دستی مجهز کند.

یک وی۸ وولانته لانگ ویل‌بیس جدید با استایل به‌روزشده وی۸ کوپه از سال ۱۹۹۷ تا ۲۰۰۰ بر روی شاسی درازشده ۲۰۰ میلیمتر (۷٫۹ اینچ) تولید شد. تا زمانی که تولید متوقف شد، تنها ۶۳ دستگاه ساخته شد.

## ونتیج
مانند بسیاری از مدل‌های دیگر استون مارتین، یک مدل ونتیج با عملکرد بالا از ویراژ بعداً معرفی شد. ونتیج اولین بار در سپتامبر ۱۹۹۲ در بیرمنگام به نمایش درآمد، ونتیج از سال ۱۹۹۳ تا ۲۰۰۰ تولید شد و مانند بسیاری از مدل‌های استون ونتیج دیگر به زودی تنها نسخه موجود خواهد بود. نام ویراژ تنها چند سال دوام آورد و فرزندان نهایی آن نام ساده و آشنای وی۸ را به ارث بردند.
ونتیج استایل جدیدی داشت و تنها سقف، درها و آینه‌های جانبی با ویراژ مشترک بود. آینه‌های بال بعداً به نفع آینه‌های جگوار XK8/XKR جایگزین شدند. ونتیج عریض‌تر، پایین‌تر است، از چهار چراغ عقب‌گرد استفاده می‌کند (که بعداً برای وی۸ کوپه پایه استفاده شد) و سیستم تعلیق عقب و الکترونیک داخلی جدید را به نمایش می‌گذارد. مانند ۶٫۳، ونتیج از ۳۶۲ با اندازه رکورد استفاده کرد میلی‌متر (۱۴ در) دیسک‌های ترمز و ۱۸ چرخ‌های اینچی
بزرگ‌ترین تغییر در ونتیج در داخل محفظه موتور بود. موتور وی۸ ۵٬۳۴۱ سانتی‌متر مکعب (۵٫۳ لیتر) اکنون از سوپرشارژرهای دوقلو استفاده می‌کند. توان خروجی اکنون ۵۵۰ اسب بخار (۴۱۰ کیلووات؛ ۵۵۸ اسب بخار متری) بود، و گشتاور به همان اندازه در ۵۵۵ پوند-فوت (۷۵۲ نیوتن متر) در ۴۰۰۰ دور در دقیقه بالا بود. بیشینه سرعت ۳۰۰ کیلومتر بر ساعت (۱۸۶ مایل بر ساعت) و شتاب تا ۹۷ کیلومتر در ساعت (۶۰ مایل در ساعت) ۴٫۶ ثانیه بود. خودروهای مشتریان را می‌توان از سال ۱۹۹۸ به Works Service بازگرداند تا به مشخصات وی۶۰۰ تبدیل شوند، که در آن موتور به ۶۰۰ اسب بخار (۴۴۷ کیلووات؛ ۶۰۸ اسب بخار) در ۶۲۰۰ دور در دقیقه و گشتاور ۶۰۰ پوند فوت (۸۱۳ نیوتن ⋅ متر) در ۴۴۰۰ دور در دقیقه ارتقا یافت.

در سال ۲۰۰۰، واحد خدمات آستون مارتین همچنین ۹ مدل ونتیج وولانته (کانورتیبل) سفارشی ساخت که یکی از آنها با مشخصات فاصله محورهای بلند ساخته شده بود.

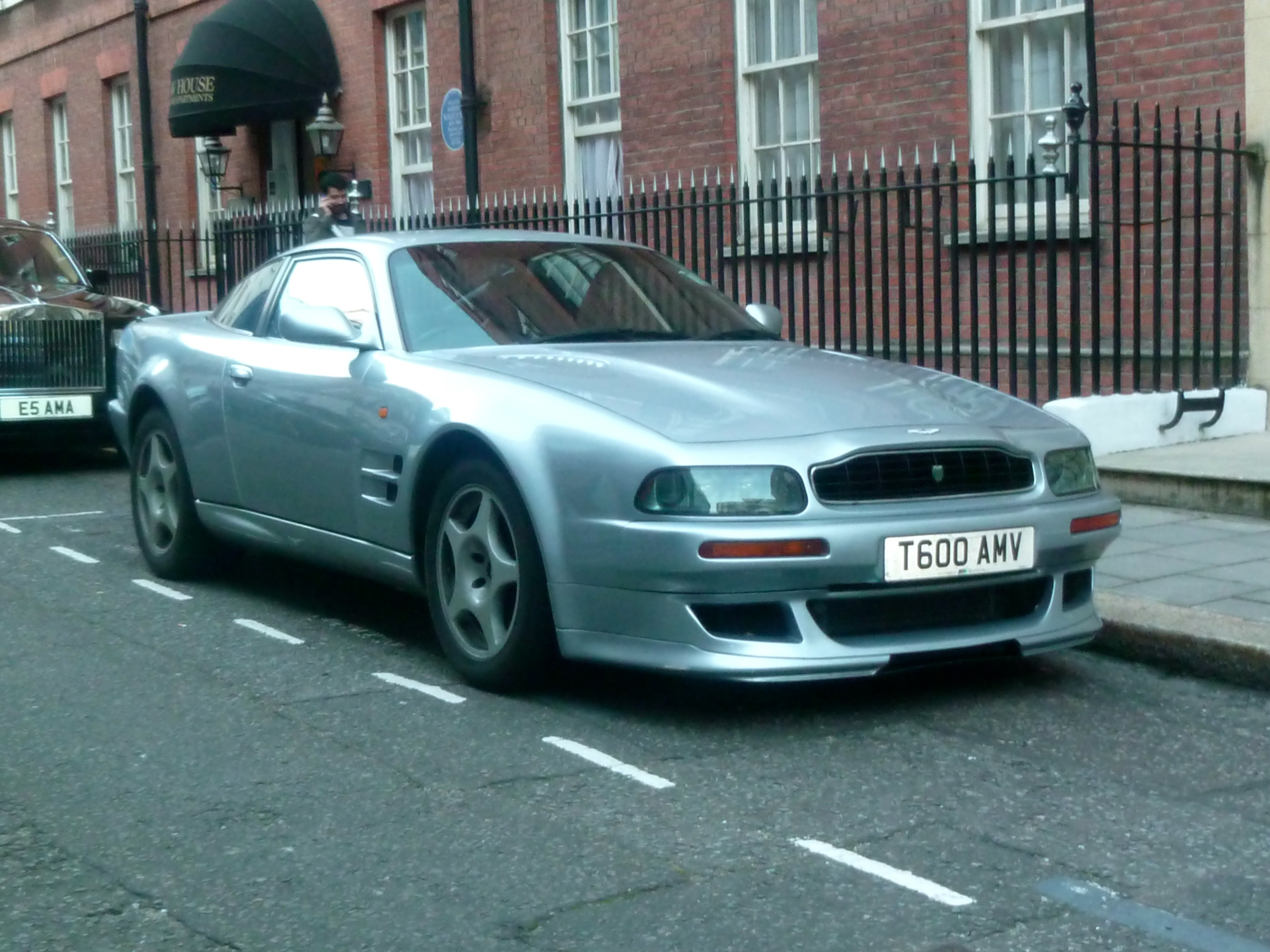
ونتیج وی۶۰۰
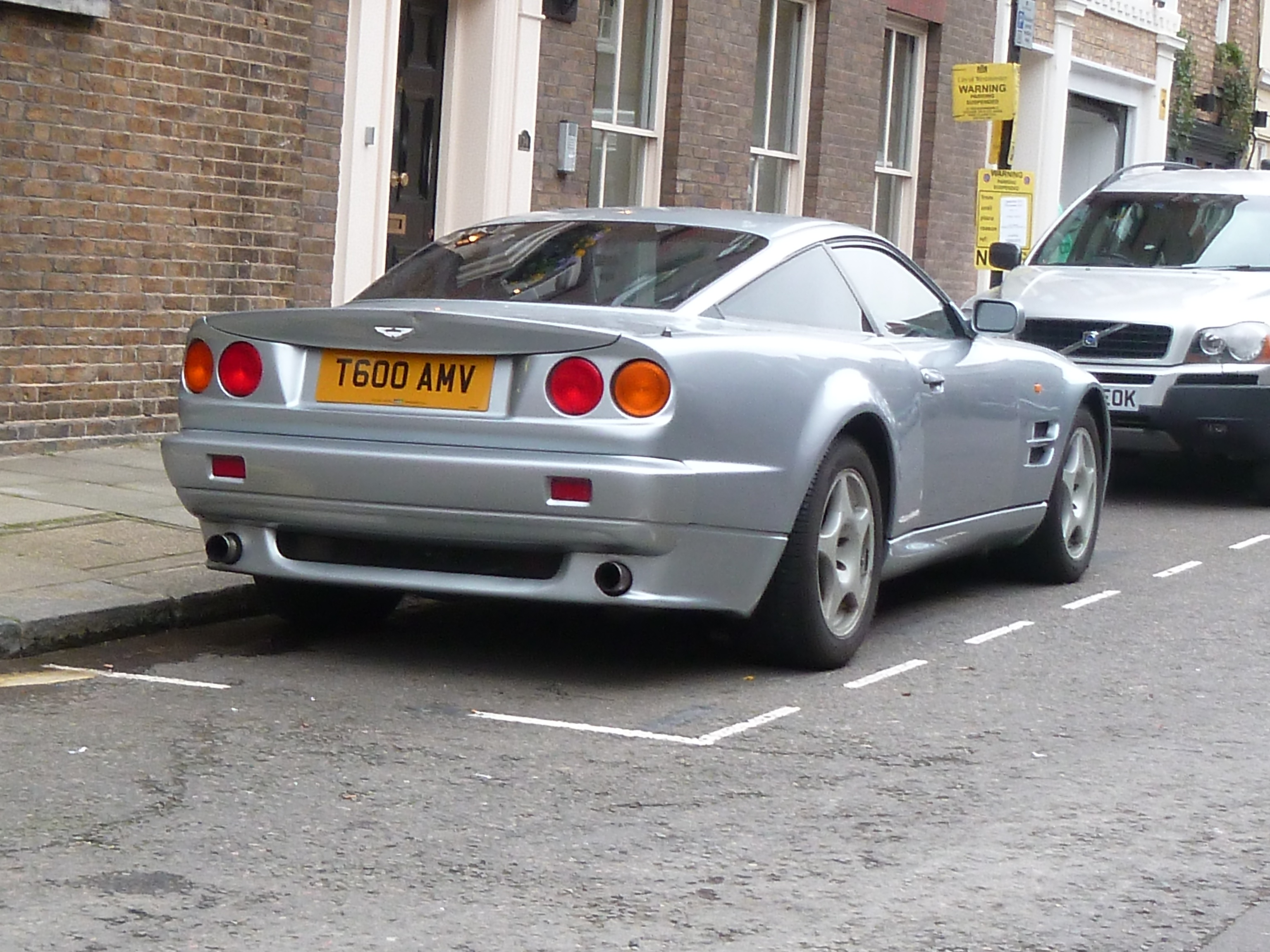
نمای ۳/۴ پشت ونتیج وی۶۰۰
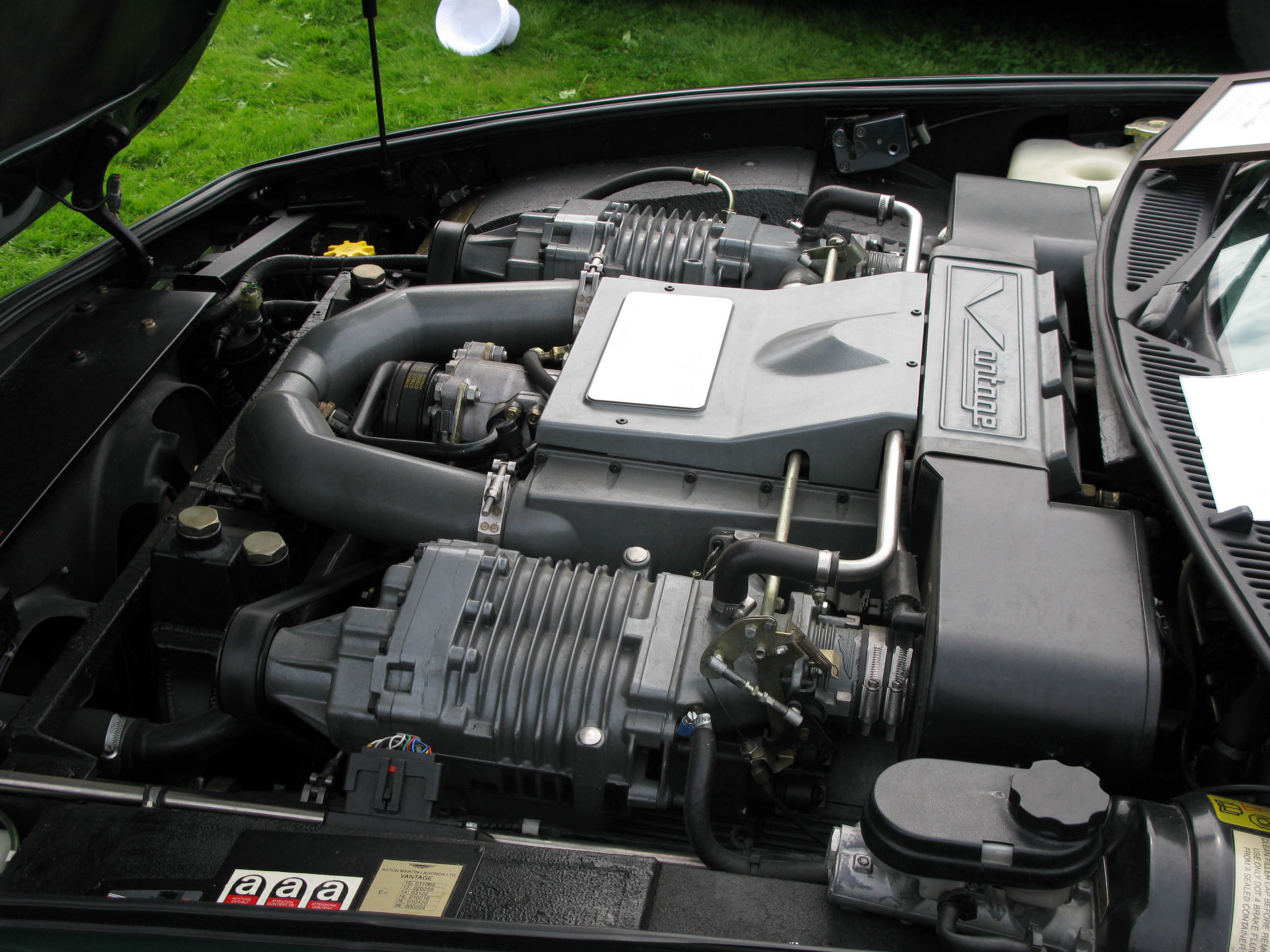
محفظه موتور
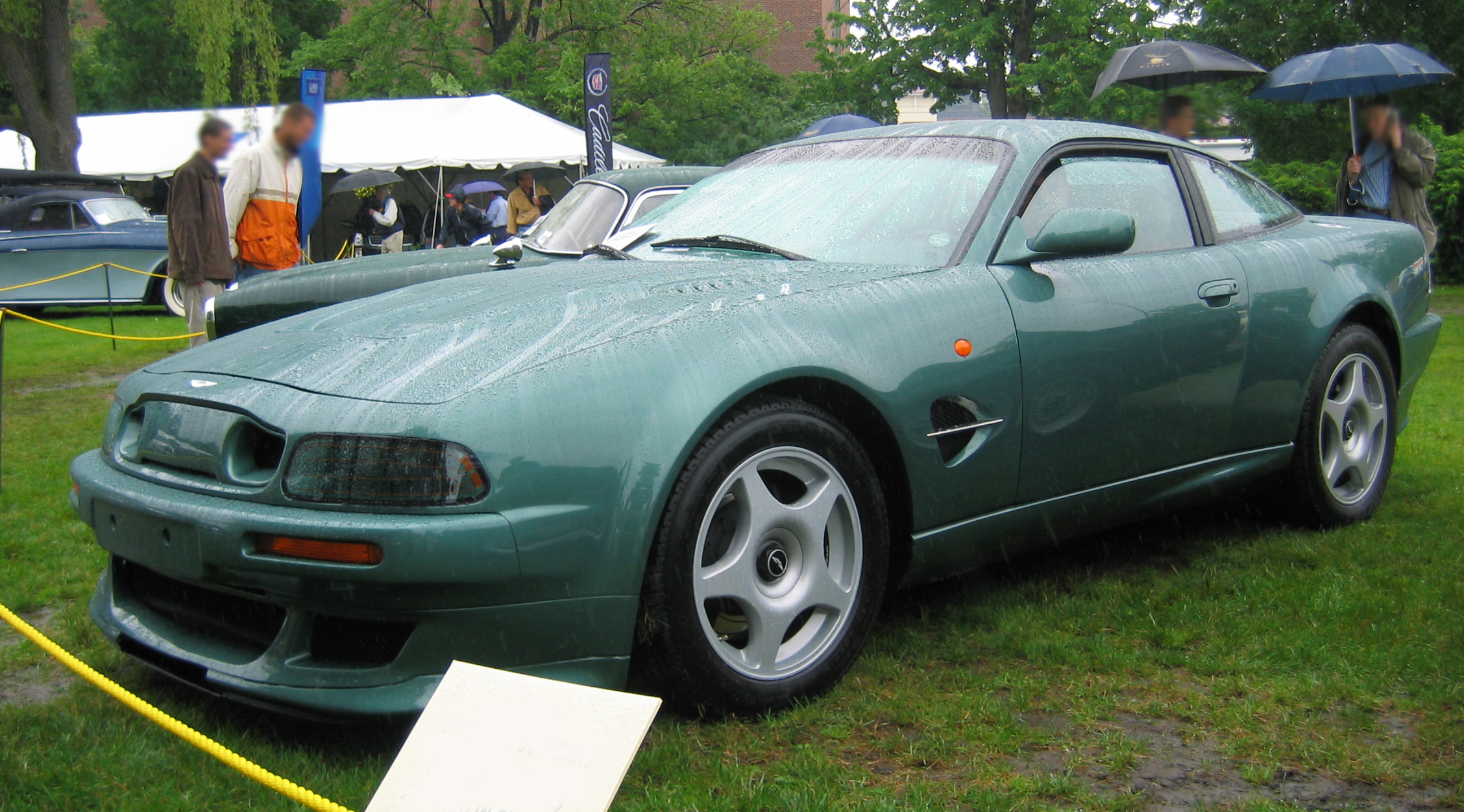
ونتیج لو مان

### و۸ ونتیج لو مان
مقررات جدید آلایندگی و ایمنی اروپا باعث شد استون مارتین تصمیم به پایان تولید خط وی۸-ونتیج بگیرد و مدل نهایی «و۸ ونتیج لو مان» نامیده شود. با گرامیداشت پیروزی استون مارتین در سال ۱۹۵۹ در مسابقات ۲۴ ساعته لمان، نمونه اولیه یک دوره محدود ۴۰ دستگاهی در ژنو در سال ۱۹۹۹ در چهلمین سالگرد پیروزی ارائه شد.

تمام لو مان ونتیج‌های پس از تحویل به عقب فرستاده شدند تا تغییراتی در موتور برای تحویل ۶۱۲ اسب بخار متری (۴۵۰ کیلووات؛ ۶۰۴ اسب بخار) داشته باشند و ۸۲۰ نیوتن متر (۶۰۵ پوند نیرو-فوت) گشتاور، و توسط یک سیستم تعلیق تقویت شده با کمک فنرهای ویژه Koni و میله‌های ضد غلتش سفت‌تر پشتیبانی می‌شدند. بدنه دارای یک جلوپنجره خالی شده و دریچه‌های جانبی اصلاح شده - شبیه دریچه‌های جانبی DBR-1 برنده Le Mans - و همچنین یک اسپویلر بزرگتر جلو و دامن عقب بود. فضای داخلی با دور شمارشگر بزرگ، روکش تیتانیوم ویژه در برخی قسمت‌ها، و ویژگی‌هایی مانند شیشه جلوی گرم شونده، رادارهای پارکینگ، کنترل کشش، صندلی‌های برقی گرم شونده، و روکش‌های کامل چرمی Connolly با فرش‌های پشمی ویلتون مطابقت دارد. چرخ‌ها همان واحدهای منیزیم Dymag بودند که در بیشتر وی۶۰۰ها دیده می‌شود. عملکرد شامل بیشینه سرعت ادعایی ۳۲۰ کیلومتر بر ساعت (۱۹۹ مایل بر ساعت) بود و ۰ تا ۱۰۰ شتاب کیلومتر در ساعت در ۳٫۹ ثانیه به دست می‌آید. جاکلیدی نقره استرلینگ بود و نقشه‌ای از نیوپورت-پاگنل تا مسیر افسانه‌ای لمانز در اسناد تحویل ارائه شده بود. هر خودرو با سفارش ویژه ساخته شده و دارای پلاکی است که نام مالک اول را نیز نشان می‌دهد.

## دسترسی ایالات متحده
ویراژ تا تابستان ۱۹۹۰ در ایالات متحده در دسترس نبود و ویراژ وولانته کانورتیبل بعداً در سال ۱۹۹۲ در دسترس قرار گرفت. نسخه پسین وی۸ کوپه و ویراژ وولانته به‌طور رسمی برای فروش در ایالات متحده عرضه نشدند. در دسترس بودن پس از سال مدل ۱۹۹۳، به دلیل نبود کیسه هوای سرنشینان و ناتوانی در رعایت مقررات آلایندگی به پایان رسید.

## ویراژ (۲۰۱۱–۲۰۱۲)
نسل جدیدی از ویراژ در نمایشگاه خودروی ژنو ۲۰۱۱ توسط استون مارتین معرفی شد. ویراژ از فناوری دی‌بی‌اس استفاده کرد و آن را با راحتی و ظرافت موجود در دی‌بی۹ و رپید متحد کرد. ویراژ قرار بود در شکاف باریک میان دی‌بی۹ اصلی و دی‌بی‌اس پرچمدار قرار بگیرد. استون مارتین اعلام کرد که نسل دوم ویراژ پس از ۱۸ ماه تولید متوقف خواهد شد، زیرا تفاوت میان آن، دی‌بی۹ و دی‌بی‌اس بسیار باریک است. با تولید تنها ۱۰۰۱ دستگاه استون مارتین ویراژ، تحویل انگلستان ۱۱۴ دستگاه (دست راست فرمان) بود که از این تعداد ۲۲ دستگاه کوپه و ۹۲ دستگاه وولانته بود.

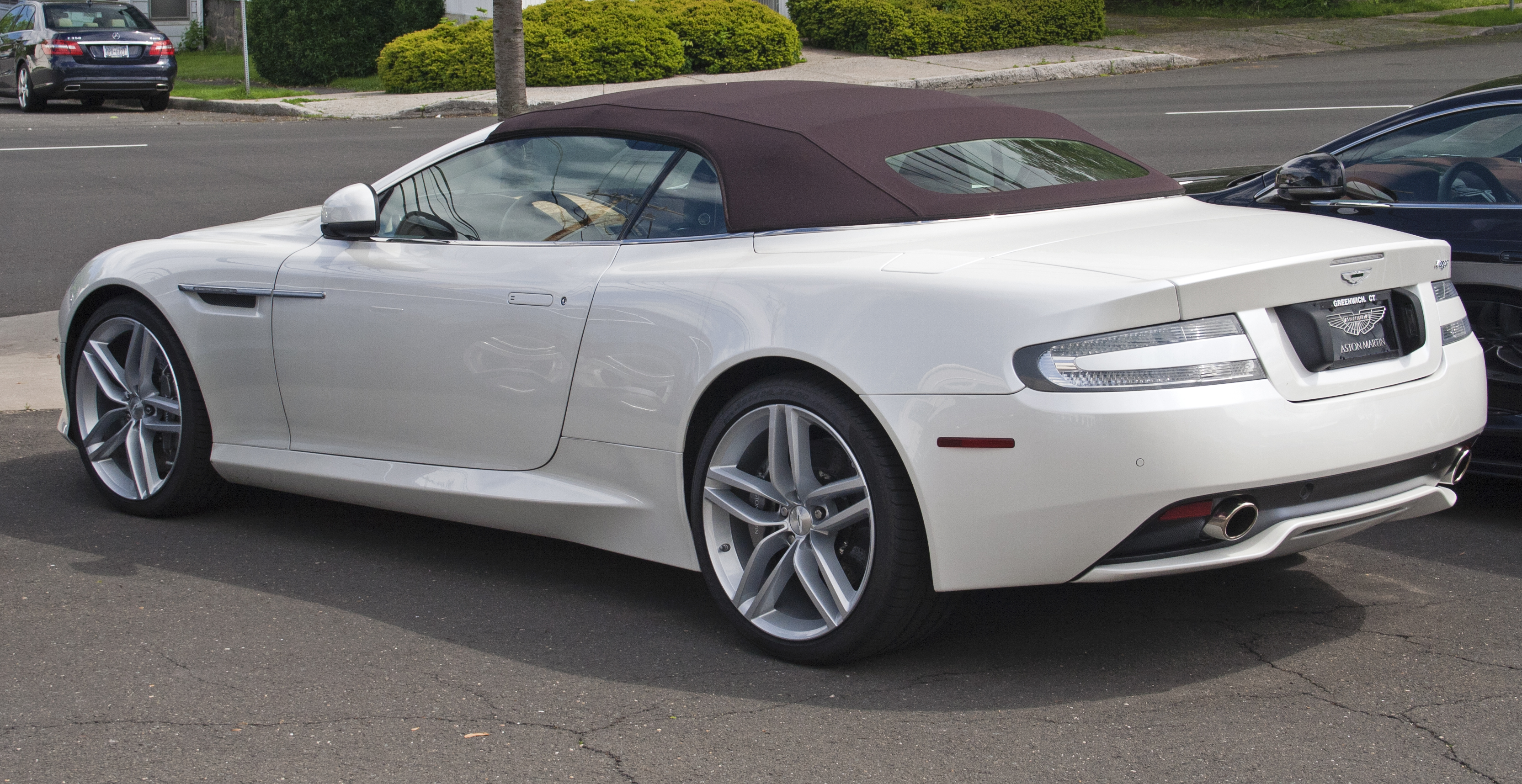
ویراژ وولانته (نمای پشت)

این خودرو دارای پیکربندی ۲ صندلی یا ۲+۲ صندلی است. موتور ۵٫۹ لیتری AM11 وی۱۲ ویراژ دارای قدرت خروجی ۴۹۷ اسب بخار متری (۳۶۶ کیلووات؛ ۴۹۰ اسب بخار) و ۵۷۰ نیوتن متر (۴۲۰ پوند-فوت) گشتاور است. قابلیت شتاب‌گیری از ۰ تا ۱۰۰ کیلومتر بر ساعت (۶۲ مایل بر ساعت) را دارد در ۴٫۶ ثانیه و بیشینه سرعت آن ۳۰۰ کیلومتر بر ساعت (۱۸۶ مایل بر ساعت) است، درحالی‌که ویراژ وولانته به ۲۹۵ کیلومتر بر ساعت (۱۸۳ مایل بر ساعت) محدود شده‌است. ویراژ در دو مدل بدنه موجود بود: کوپه یا وولانته (کانورتیبل).

### استون مارتین ویراژ شوتینگ بریک زاگاتو سنتنیال ۲۰۱۴
در سپتامبر ۲۰۱۴، زاگاتو یک شوتینگ بریک را در شانتیئی Arts & Elegance Concours d'Elegance معرفی کرد. این خودرو بر اساس استون مارتین ویراژ ساخته شده‌است. این توسط یک مشتری اروپایی سفارش داده شد. این مدل از همان نشانه‌های طراحی آستون مارتین دی‌بی‌اس کوپه زاگاتو سنتنیال و استون مارتین دی‌بی۹ اسپایدر زاگاتو سنتنیال پیروی می‌کند.

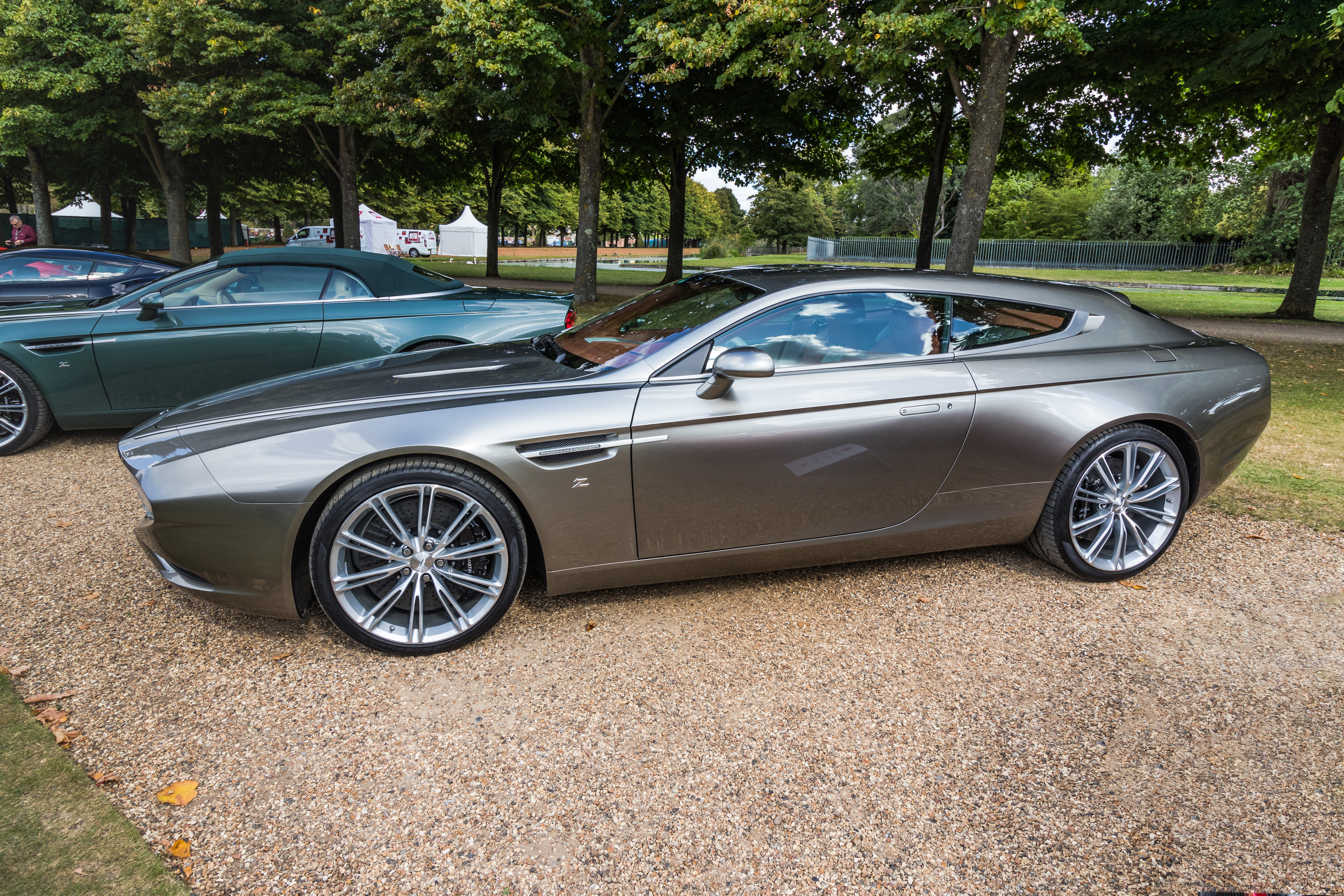
ویراژ شوتینگ بریک زاگاتو
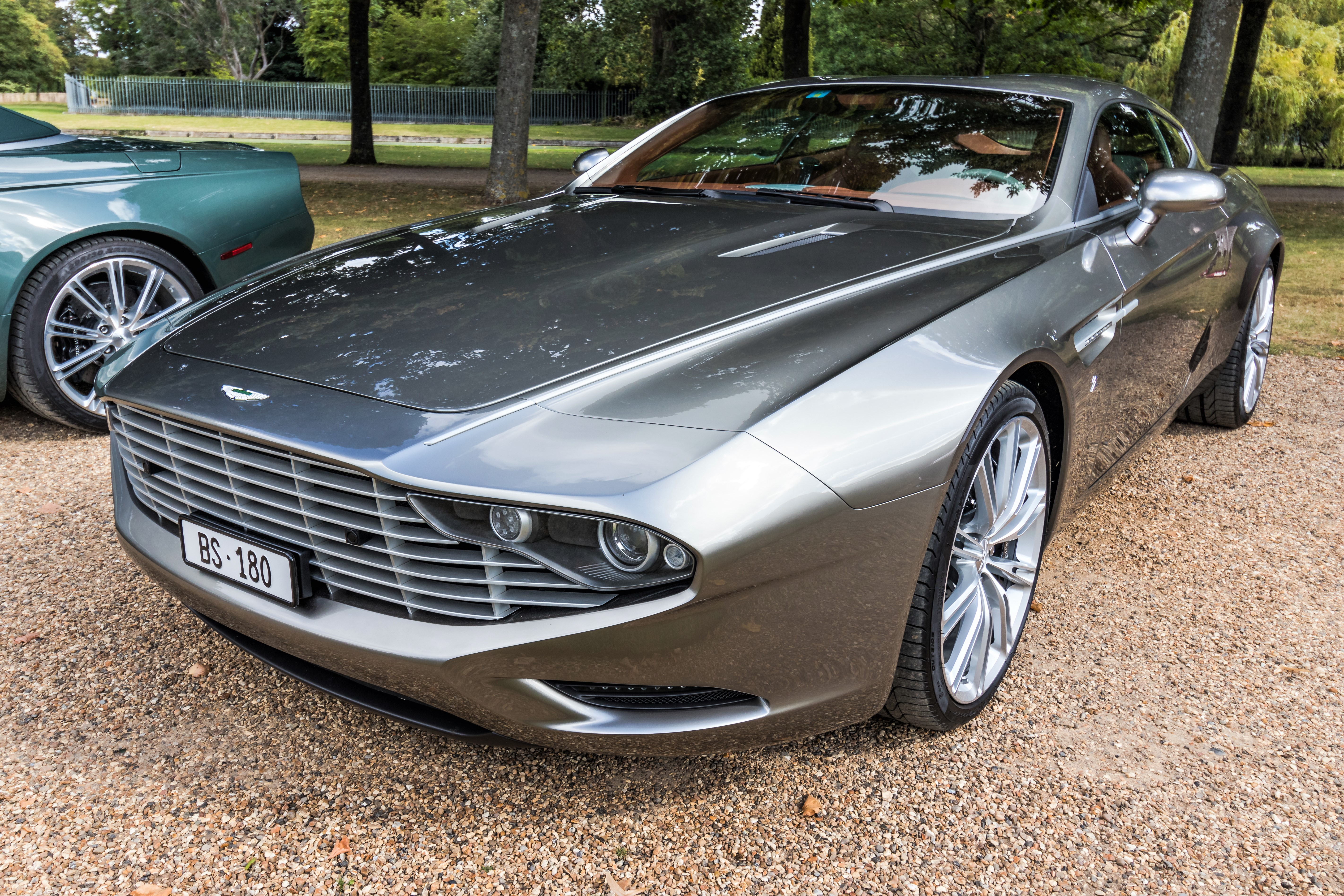
جزئیات جلو